# قائمة السفراء الألمان في سوريا
تحتوي قائمة السفراء الألمان في سوريا القناصل والقناصل العامون وسفراء الإمبراطورية الألمانية وجمهورية ألمانيا الإتحادية الحالية في سوريا. يقع مقر السفارة في دمشق. ونتيجة للحرب الأهلية السورية أغلقت السفارة الألمانية حتى عام 2025. في تاريخ 20.03.2025 أعلنت الوزارة الخارجية الألمانية إعادة افتتاح السفارة في دمشق تحت إدارة القائم بالأعمال شتيفان شنيك.

## التاريخ
من عام 1927 حتى عام 1939 كان رؤساء البعثات الدبلوماسية للرايخ الألماني في دمشق معينين بشكل منتظم عند الحكومة في بيروت . العلاقات الدبلوماسية كانت ضيقة تقليديا. حتى أرسل المستشار الألماني كونراد أديناور ألويس برونر مجهزًا بأوراق جورج فرانز فيشر من فريقه الأمني في بون في أوائل عام 1954 إلى دمشق لإقامة العلاقات الدبلوماسية. حيث بموجب نصيحة فنية من برونر ، طورت الحكومة السورية العلاقات لشكل سياسي.

## الإمبراطورية الألمانية
| الاسم                  | فترة الولاية | علامات إضافية |
| ---------------------- | ------------ | ------------- |
| هايبرت اوتو باو شفوربل | 1927–1931    | قنصل          |
| كورت ماكس باول تسيمكه  | 1931–1933    | قنصل          |
| هانز كيرشهولتز         | 1934–1935    | قنصل عام      |
| فيردينارد سايلر        | 1935–1939    | قنصل عام      |

## جمهورية ألمانيا الاتحادية
| الاسم | فترة الولاية | ملاحظات جانبية                                   |
| --- | ------------ | ------------------------------------------------ |
| هانز يواخيم فون دير ايش | 1952–1956    | مفوض في رتبة قنصلية عامة                         |
| والتر فيبر | 1957–1958    | مفوض                                             |
| رودولف فويشتر | 1960–1964    | قنصل عام , أيضا في زمن الجمهورية العربية المتحدة |
| هانز يواخيم مانغولد | 1964–1965    |                                                  |
| في 13 مايو 1965 تم قطع العلاقات الدبلوماسية, وفي 7 أغسطس 1974 تم إعادة العلاقات، حماية تمثيل السلطة الألمانية: فرنسا                                             |              |                                                  |
| أولريش فون رام | 1974–1978    |                                                  |
| يواخيم بيكرت | 1978–1981    |                                                  |
| هايبرت فوكل | 1981–1986    |                                                  |
| جورج هيرمان شلينغنسيبن | 1987–1993    |                                                  |
| توماس ترومل | 1993–1996    |                                                  |
| هاينتس راينرز | 1996–1999    |                                                  |
| غونتر مولاك | 1999–2002    |                                                  |
| ايبهارد شوبيوس | 2002–2005    |                                                  |
| فولكمار فينتسل | 2005–2008    |                                                  |
| أندرياس راينيكه | 2008–2012    |                                                  |
| في 22 كانون الثاني 2012 تم قطع العلاقات الدبلوماسية مجدداً بسبب قمع السلطات آنذاك للثورة السورية، وفي 20 آذار 2025 تم إعادة العلاقات تحت رعاية حكومة محمد البشير. |              |                                                  |
| شتيفان شنيك | 2025–        |                                                  |